# Ministério de louvor
Um ministério de louvor é um tipo de banda de música cristã contemporânea para louvor e adoração em várias denominações cristãs, especialmente durante seus serviços.

## Descrição
O termo português "ministério de louvor" é uma tradução do termo inglês praise ministry, referindo-se a bandas musicais com vários músicos e que realizam apresentações. Essas bandas geralmente são compostas por vocalistas, vocais de apoio, guitarristas, violonistas, baixistas, tecladistas e bateristas. Algumas vezes elas podem possuir outros instrumentistas e ser acompanhadas por coros, orquestras, e dançarinos.

## Ministro de louvor
Um ministro de louvor, conhecido em inglês como um worship pastor, worship leader, ou praise minister, refere-se a um músico cristão que lidera um ministério de louvor.

## Exemplos
Alguns ministérios de louvor conhecidos são:
- Apascentar de Louvor
- Diante do Trono
- Hillsong United
- Ministério Adoração e Vida
- Pedras Vivas
- Renascer Praise
- Trazendo a Arca
- Voz da Verdade